# Douglas D. Osheroff
Douglas Dean Osheroff (født 1. august 1945) er en amerikansk fysiker, der er kendt for sit arbejde med eksperimentelfysik, navnlig faststoffysik, og for sin opdagelse af superfluiditeten ved helium-3 ved ekstremt lave temperaturer sammen med David Lee og Robert C. Richardson med hvem han modtog nobelprisen i fysik i 1996. Osheroff Er J. G. Jackson and C. J. Wood Professor of Physics, Emeritus på Stanford University.